# Studio Marta
Studio Marta je divadelní scéna Divadelní fakulty JAMU v Brně, ve které působí studenti ateliérů scénografie, režie, divadelního manažerství a jevištní technologie, dramaturgie, dramatické výchovy, výchovné dramatiky pro neslyšící a činoherního herectví.
Nachází se ve sklepních prostorách obytného domu postaveného na počátku 30. let 20. století. Jde o dům v ulici Bayerova, číslo popisné 575 a číslo orientační 5, ve čtvrti Veveří, která je součástí městské části Brno-střed. Divadelní studio zde vybudovali studenti a pedagogové školy. Začalo působit v roce 1952, pět let po formálním vzniku samotné JAMU. V letech 1990–1991 prošlo celkovou rekonstrukcí podle návrhu ing. arch. Jana Konečného. Vychází z koncepce variabilní divadelní dílny s měnitelným prostorem. Po otevření muzikálové a operní scény JAMU, Divadla na Orlí v roce 2012 zůstala Marta scénou orientovanou zejména na činoherní inscenace.
V letech 1989 až 2000 studio vedl Jaroslav Tuček, poté Jan Kolegar a následně Jan Škubal.
Podle vlastních údajů studio na svých prknech uvádí 12 premiérových titulů a na 125 představení ročně a řadí se k nejnavštěvovanějším divadelním scénám v Česku.
Mezi významné inscenace uvedené v Martě v 21. století patří ku příkladu muzikál Jiřího Suchého podle Erbenovy Kytice (2003), Rodinná oslava (2005) podle stejnojmenného filmu Thomase Vinterberga, moderní pojetí hry Heinricha von Kleista Princ Homburský (2012), představení fyzického divadla Karine Ponties Pisum Sativum (2012).